# لاميون شروكتيري
لاميون شروكتيري (الاسم العلمي: Lamium x schrocteri) هو نوع هجين من النباتات يتبع جنس اللاميون من الفصيلة الشفوية.